# Герб Моленбек-Сен-Жана
Герб Моленбек-Сен-Жана був наданий брюссельській комуні Моленбек-Сен-Жан у 1818 році. Після здобуття Бельгією незалежності він був (повторно) наданий королівським указом від 16 травня 1839 року.

## Геральдичний опис
Опис герба звучить так:
D'azur, à un St.-Jean d'or.
У лазурі святий Іван Хреститель.
Герб синього кольору, на ньому зображено юного Івана Хрестителя з ягням у золоті. (Іноді святого не зображують юнаком.) У правій руці тримає хоругву.

## Історія
Капітул Сінт-Гудуле мав права на територію, яка зараз називається Моленбек-Сен-Жан. Вікарій капітулу закріпив його власною печаткою із зображенням романської церкви. Протягом 500 років, між 1295 і 1795 роками, Моленбек-Сен-Жан був частиною міста Брюссель.
Герб, наданий королем Віллемом I у 1818 році, описував герб як, завантажений зображенням Святого Іоанна з прапором над ягням, все зроблене із золота. Оскільки кольори герба були невідомі, він був наданий муніципалітету в національних кольорах.  Герб був визнаний у тих же кольорах після здобуття Бельгією незалежності в 1839 році.